# Sandhigeminatie
Sandhigeminatie is een fonetisch procedé waarbij de beginklinker van een morfeem verlengd wordt indien het morfeem dat ervoor staat zijn eindmedeklinker verloren heeft. Deze vorm van geminatie komt voor in het Fins en het Italiaans en is in beide talen beperkt tot een specifieke groep woorden.

## Algemene opmerkingen
In beide talen is de sandhigeminatie ontstaan uit de assimilatie van een verdwenen eindmedeklinker. Op de woordgrens wordt ze meestal niet grafisch weergegeven. Wanneer de twee morfemen echter samen een woord vormen, kan de geminatie wel uitgedrukt worden door een dubbele medeklinker.

## Italiaans
In het Italiaans spreekt men over raddoppiamento (fono)sintattico ("(fono)syntactische verdubbeling") of rinforzamento (fono)sintattico ("(fono)syntactische versterking").

### Regelmatige gevallen
In het Italiaans komt sandhigeminatie meestal voor wanneer er een eenlettergrepig woord of een woord met eindklemtoon vóór de verdubbelde medeklinker staat.
Eenlettergrepige woorden waarop steeds een accent geschreven wordt (dà, è, lì, né, più enz.), veroorzaken altijd geminatie:
- Luigi è molto felice. [luˈi:dʒi ɛmˈmolto feˈliːtʃe]?
- Hai mangiato più prugne di me? [aj manˈdʒa:to pjupˈpruɲɲe di me]?

Na de eenlettergrepige woorden tra, so, che en fa kunnen we bijvoorbeeld krijgen:
- Detto tra le righe. ['detto tralle'ri:ge]?
- Non so che cosa faremo. [non'sɔkkek 'kɔsa fa're:mo]? (Ik weet niet wat we moeten doen.)
- Un uomo tra due dame fa la figura del salame. [uˈnwɔ:mo traddueˈda:me ˌfallafiˈgu:ra delsaˈla:me]?

Enkele letters van het alfabet met een eenlettergrepige naam veroorzaken ook geminatie:
- Stai guardando la Tv? [staj gwarˈdando la tivˈvu]?
- Quanti CD hai comprato? [ˈkwanti tʃidˈdi aj komˈpra:to]?

De volgende voorbeelden illustreren de raddoppiamento fonosintattico na woorden met eindklemtoon:
- Parigi è una città bellissima. [paˈri:ʤi ɛunaʧitˈtab belˈlissima]? (Parijs is een heel mooie stad.)
- Farò tutto. [faˌrɔtˈtutto]? (Ik zal alles doen.)
- Mangiò molto. [manˌʤɔmˈmolto]? (Hij at veel.)

### Uitzonderingen
Niet alle eenlettergrepige woorden brengen een raddoppiamento fonosintattico teweeg (bijvoorbeeld het bepaald lidwoord).
De grammatica's noemen daarnaast nog enkele tweelettergrepige woorden die aan de oorzaak liggen van raddoppiamento sintattico, ook al gaat het noch om eenlettergrepige woorden noch om woorden met eindklemtoon. Het gaat met name om de woorden qualche en sopra (ook in samenstellingen). In Toscane wordt ook gegemineerd na come en dove.
- Qualche volta. [ˌkwalkevˈvɔlta]? (Enkele keren.)
- Come te. [ˌkoːmeˈte]? (algemeen), [ˌkoːmetˈte]? (Toscane) (Zoals jij.)

### Grafische weergave
Soms is de geminatie ook zichtbaar in de spelling. Dit zien we bijvoorbeeld in enkele samengestelde woorden (contraccolpo, soprattutto) waarin de medeklinker tweemaal geschreven wordt. Het gaat hoe dan ook om een uitzondering op de regel, zelfs al verklaart hij mogelijk de dubbele l in de preposizioni articolate, combinaties van een voorzetsels en een lidwoord (bv. (la)  ad illas > (it)  *a le > (it)  alle).

### Oorsprong
Oorspronkelijk is de raddoppiamento sintattico te wijten aan de assimilatie van "verdwenen" Latijnse eindmedeklinkers:
- Latijn: Ad Brundisium [adbrʊnˈdisɪjʊ(m)]?> Italiaans: A Brindisi [abˈbrindiˌs/zi]? (te Brindisi)

### Verspreiding
Sandhigeminatie komt niet overal in Italië voor. Pakweg ten zuiden van de La Spezia-Riminilijn zijn in de gesproken taal alle dubbele medeklinkers van het Latijn bewaard, dus ook diegene die het gevolg zijn van sandhigeminatie. Ten noorden van deze isoglosse zal men zelden of nooit gegemineerde medeklinkers horen, net als in de rest van de Romania. De vereenvoudiging van de dubbele medeklinkers die daar plaatsgevonden heeft, noemt men degeminatie.
In de zuidelijk-centrale dialecten van Italië, waar geminatie en sandhigeminatie de regel zijn, gaat men zelfs medeklinkers verdubbelen waar dat historisch gezien onlogisch lijkt.
Het gebruik van sandhigeminatie maakt deel uit van de Italiaanse standaardtaal, die immers gebaseerd is op de (tamelijk behoudsgezinde) Toscaanse streektaal van Florence. Het is dan ook een van de belangrijkste punten tijdens dictiecursussen die journalisten, acteurs enz. volgen. Vooral voor noorderlingen levert dit problemen op. Wanneer zij Standaarditaliaans spreken, verdubbelen ze wel de medeklinkers die dubbel geschreven staan (zoals in soprattutto), maar niet diegene die enkel gespeld worden (zoals in a Brindisi).

## Fins
In het Fins spreekt men over loppukahdennus ("eindverdubbeling") of rajageminaatio ("grensgeminatie").

### Regelmatige gevallen
De Finse sandhigeminatie komt voor wanneer het eerste foneem (dat op een klinker eindigt) behoort tot een van de volgende morfologische klassen:
1. zelfstandige naamwoorden op -e (met uitzondering van enkele recente leenwoorden);
2. positieve bevelende wijzen, ontkennende bevelende wijzen van de tweede persoon enkelvoud en ontkennende vormen van de tegenwoordige tijd (deze drie lijken op elkaar);
3. ontkennende bevelende wijzen van de derde persoon enkelvoud en de eerste, tweede of derde persoon meervoud;
älkää tehkökään sitä [tehkøkːæːn]? (Doe het liever niet.)
4. eerste infinitieven (d.i. de woordenboekvorm);
5. naamvallen van zelfstandige naamwoorden die eindigen op -e: de allatief -lle, de (weinig gebruikte) sublatief -nne (bv. tänne) en de prolatief -tse (bv. postitse). De instructief valt hier buiten.
6. enkele andere woorden, zoals kai ("waarschijnlijk"), luo ("naar [een persoon of plaats]"), tai ("of").

### Binnen een woord
Sandhigeminatie kan voorkomen tussen morfemen van eenzelfde woord, zoals in:
[minulle] + [kin] → [minullekkin] (ook voor mij) [gespeld als minullekin]
of tussen onderdelen van een samenstelling, zoals in:
[perhe] + [pɑlɑʋeri] → [perheppɑlɑʋeri] (familiesamenkomst) [gespeld als perhepalaveri]
of tussen aparte woorden, zoals in:
[tule] + [tænne] → [tulettænne] (Kom hier!) [gespeld als "Tule tänne!"]
In ver doorgedreven standaardtaal raakt de geminatie zelfs aan morfemen die beginnen met een klinker: [otɑ] + [omenɑ] → [otɑʔʔomenɑ] of [otɑʔomenɑ] "Neem een appel!". In de spreektaal zal men in dit geval vaak [otɑomenɑ] horen, dus zonder een glottisslag.

### Oorsprong
De historische oorsprong van de geminatie tussen morfemen in ligt in de volledige assimilatie van een bepaalde medeklinker met een andere. Zo klonk het Finse woord voor "boot", vene, oorspronkelijk als veneš, wat door een klankwettige verandering gewijzigd werd in veneh. We kunnen dit woord nu gaan combineren met andere Finse woorden, zoals in Veneh kulkevi. ("De boot beweegt."). Op een bepaald moment in de geschiedenis werd de combinatie [h+k] op de morfeemgrenzen teruggebracht tot [k+k], waarbij we dus een volledige aanpassing zien van de [h] aan de [k]. Daarom horen we in het moderne Fins nog steeds [ʋenekkulkee] (geschreven als Vene kulkee.), ook al vertoont de losse vorm [ʋene] geen spoor meer van de oude eindmedeklinker [h].

### Verspreiding
Deze regels gelden over het algemeen voor de standaardtaal, alhoewel vele zuidwestelijke dialecten, om maar een voorbeeld te geven, het verschijnsel helemaal niet kennen. Ook binnen de standaardtaal is er vaak geen eensgezindheid onder de verschillende sprekers, of bijvoorbeeld kolme ("drie") een geminatie van de volgende medeklinker hoort te veroorzaken of niet: [kolmeʋɑristɑ] of [kolmeʋʋɑristɑ] ("drie koeien"). Beide vormen komen voor en geen van beide is absoluut standaard, aangezien de sandhigeminatie nooit zichtbaar is in geschreven teksten. Toch wordt in sommige woordenboeken voor buitenlanders of taalkundigen de geminatietendens aangeduid door een x in superscript, zoals bij perhex.
In vele Finse dialecten, waaronder dat van Helsinki, is het gebruik van de sandhigeminatie gaandeweg uitgebreid wegens het verlies van nog meer eindmedeklinkers, die alleen nog verschijnen als geminatie van de volgende medeklinker. Dit verschijnsel is vergelijkbaar met de liaison in het Frans. Zo heeft bijvoorbeeld het standaardwoord voor "nu", nyt, in Helsinki zijn t verloren en is daar het ny geworden. Toch kan je de oorspronkelijke eindmedeklinker nog zien in een woordgroep zoals [ny] + [se] "nu [doet] het [iets]", aangezien de combinatie uitgesproeken wordt als [nysse] en niet als *[nyse] (hoewel dit laatste wel gebruikelijk is in het dialect van Turku).
Vergelijkbare overblijfselen van een verloren eindmedeklinker [n] kan je aantreffen in bepaalde dialecten, waar dan bijvoorbeeld de genitief van het persoonlijk voornaamwoord in de eerste persoon enkelvoud klinkt als [mu] (in de standaardtaal wordt dat minun): [se] + [on] + [mu] → [seommu] "Het is van mij.". Voor een approximant wordt de [n] zelfs volledig geassimileerd: [muʋʋɑimo] "mijn vrouw". Wanneer er echter een klinker volgt, dan verschijnt de [n] opnieuw: [mu] + [omɑ] → [munomɑ] of zelfs [munnomɑ] "mijn eigen".